# Кисс, Сергей Яковлевич
Серге́й Я́ковлевич Ки́сс (род.11 января 1975, Днепропетровск, Днепр, (Украинская ССР, СССР) — российский дирижер, музыкант, педагог. Заслуженный деятель искусств Республики Мордовия (2015). Председатель Ассоциации музыкальных театров Приволжского Федерального Округа России. Член Союза театральных деятелей России. Член Союза концертных деятелей РФ

## Биография
Родился 11 января 1975 года в Днепропетровске в творческой семье. С рождения был записан на фамилию матери — Пушной. В возрасте 30 лет берет фамилию своего отца — Кисс. Дед, Михаил Федорович Пушной был украинским живописцем и педагогом, руководивший студией изобразительного искусства Днепропетровского Дворца студентов, которая является одной из старейших в Украине.
C детства проявлял интерес к музыке. В 4 года мать — Наталья Михайловна пригласила для него репетитора для игры на фортепиано. В 5 лет Сергей поступает в Днепропетровскую детскую музыкальную школу № 2 по классу фортепиано, там же факультативно осваивает игру на гитаре и аккордеоне. Вскоре в 1989 году поступает в Днепропетровское музыкальное училище им. М. И. Глинки сразу на два отделения хоровое-дирижирование и теория музыки.
Закончив училище на отлично в 1994 году поступает в Московскую государственную консерваторию им. П. И. Чайковского по специальности хоровое дирижирование (класс профессора Бориса Ляшко), одновременно с этим обучается во 2-м Московском областном музыкальном училище им. С. С. Прокофьева по специальности фортепиано (класс Н. В. Миловановой).
В 1994 году участвовал в мастер-классах БАХ-академии (г. Штутгарт, Германия) под руководством Хельмута Риллинга.
В 2000—2001 был стажером кафедры оперно-симфонического дирижирования Московской Консерватории (класс профессора Геннадия Рождественского)
В 2001—2006 студент Московской Государственной консерватории специальность «оперно-симфонического дирижирование» (класс профессора Геннадия Рождественского).
В 2002 году проходит стажировку в Австрии у профессора В. Чайпека.
В 2020 году окончил Российскую Академию Народного Хозяйства и Государственной Службы при Президенте РФ, специализация «Государственное и муниципальное управление» (РАНХиГС, Президентская академия).
2021 году окончил ассистентуру-стажировку в Нижегородской консерватории им. М. И. Глинки по специальности дирижирование симфоническим оркестром (класс профессора А. М. Скульского).

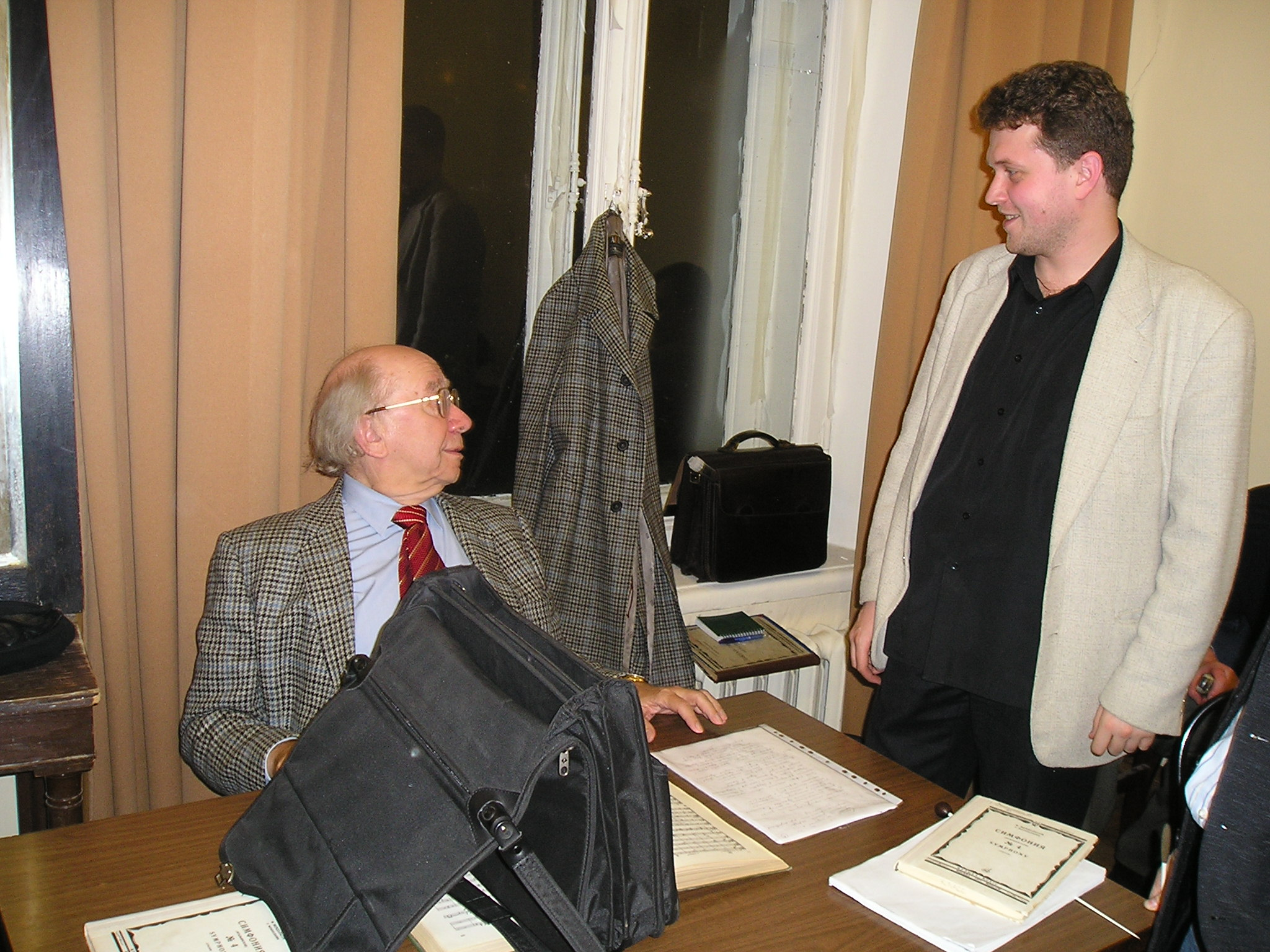
Геннадий Рождественский и Сергей Кисс

## Профессиональная деятельность
С 1999 года будучи студентом консерватории начал работать дирижёром в Московском детском музыкально-драматическом театре под руководством Г. Чихачева.
С 2002 по 2004 год дирижёр-стажёр в Московском театре «Новая Опера» им. Евгения Колобова (руководитель стажировки по специальности оперное дирижирование Е. И Самойлов).
С 2003 года дирижёр-ассистент в Театр имени Станиславского и Немировича-Данченко.
С 2002—2007 года становится дирижёром симфонического оркестра Государственного Музыкального Училища им Гнесиных и музыкальным руководителем камерного оркестра училища.
В 2006 году был приглашен дирижёром-стажером в стажерскую группу Национального Филармонического Оркестра России под управлением Владимира Спивакова в Московском международном Доме музыки.
В 2006 году занимал пост дирижёра в Московском музыкальном театре «На Басманной».
С 2007—2010 год Сергей Кисс занимал должность главного дирижёра Государственного театра оперы и балета Республики Коми. Параллельно являлся музыкальным руководителем и дирижёром камерного оркестра колледжа искусств Республики Коми.
С 2010—2017 год являлся Художественным руководителем и главным дирижёром Государственного музыкального театра им. И. М. Яушева (Мордовия).
С 2011 года сотрудничает в качестве дирижёра с Благотворительным фондом «Таланты Мира» под руководством Давида Гвинианидзе.
С 2012 доцент, мастер курса, педагог в Национально-исследовательском Мордовском государственном университете имени Н. П. Огарева на кафедре музыкального театра.
С 2016 становится главным приглашённым дирижёром Тамбовского симфонического оркестра.
В 2017 году становится Художественным руководителем и дирижёром Чувашского государственного тетра оперы и балета. В этом же году занимает должность доцента в Чувашском государственном институте культуры и искусств.
В 2018 году избран Председателем Ассоциации музыкальных театров Поволжского Федерального Округа.
В 2019 году открыл юбилейный 85 сезон в Ивановском музыкального тетра в качестве главного дирижёра.
С 2021 года является дирижером Ульяновского государственного академического симфонического оркестра «Губернаторский».

## Избранные постановки
Под руководством Сергея Кисса были осуществлены постановки как российских, так и зарубежных композиторов среди них:
- 2002 год дирижёр-постановщик оперы Н. Римского-Корсакова «Моцарт и Сальери».
- 2007 год дирижёр-постановщик балета В. А. Моцарт, Ф. Мендельсон, Дж. Россини «Бесплодные усилия любви» в Государственном театре оперы и балета Республики Коми, за постановку был удостоен Республиканской Театральной Премии имени Степана Ермолина.
- 2009 год дирижёр-постановщик национальной оперы С. Носков «Иван Куратов» в Государственном театре оперы и балета Республики Коми.
- 2013 год дирижёр-постановщик оперы П. И. Чайковского «Пиковая Дама» в Саранском музыкальном театре им. И. М. Яушева (режиссёр Д. Белянушкин)[16].
- 2014 год дирижёр-постановщик оперы-буффа Г. Доницетти «Колокольчик» и «Рита» в Саранском музыкальном театре им. И. М. Яушева.
- 2014 год дирижёр-постановщик балета Ж. Бизе «Кармен» в Саранском музыкальном театре им. И. М. Яушева.
- 2016 год дирижёр-постановщик балета П. И. Чайковского «Щелкунчик» в Саранском музыкальном театре им. И. М. Яушева.
- 2016 год режиссёр, дирижёр-постановщик, автор сценической редакции оперы П. И. Чайковского «Евгений Онегин» в Саранском музыкальном театре им. И. М. Яушева[17][18].
- 2017 год дирижёр-постановщик балета К. Хачатуряна «Чиполлино» Чувашском театре оперы и балета[19][20] (балетмейстер-постановщик Д. Салимбаев)
- 2018 год дирижёр-постановщик оперы-буффа Г. Доницетти «Дон-Паскуале» в Чувашском театре оперы и балета[21][22].
- 2018 год дирижёр-постановщик оперы Дж. Пуччини «Мадам Баттерфляй» в Чувашском театре оперы и балета[23][24] (режиссёр А. Лебедев).
- 2018 год соавтор идеи мировой премьеры балета А. Галкина «Аттила – рождение легенды»[25], музыкальный руководитель и дирижёр-постановщик в Чувашском театре оперы и балета. Постановка была поддержана грантом Главы Чувашии. Удостоена премии театрального конкурса «Узорчатый занавес»[26] в 2019[27][28][29].

## Награды и звания
- Лауреат международного конкурса «Классическое наследие»[30] (1996).
- Финалист конкурса И. Кальмана в Будапеште[10](2007).
- Лауреат Республиканской Театральной Премии им. Степана Ермолина (за постановку балета «Бесплодные усилия любви»)[10] (2007).
- Почетная Грамота от Управления культуры ВАО города Москвы (2007)
- Благодарственное письмо от Министерства культуры Республики Коми[31] (2007)
- Архиерейская Грамота Митрополита Саранского и Мордовского Варсонофия (2011)
- Почетная грамота Министерства Культуры Республики Мордовия (2012)
- Благодарность Главы Республики Мордовия (2012, 2014)
- Медаль Святого Праведного воина Феодора Ушакова III степени (2014)
- Архиерейская Грамота Епископа Сыктвкарского и Воркутинского Питирима (2014)
- Заслуженный деятель искусств Республики Мордовия (2015)
- Медаль 25-летия Мордовской митрополии (2016)
- Медаль Святого Стефана Пермского II степени (2016)

### Интервью
- Жизнь — это череда музыкальных впечатлений Архивная копия от 9 октября 2021 на Wayback Machine Советская Чувашия (18 мая 2017). Дата обращения: 09 октября 2021.
- Интервью с главным дирижёром театра Сергеем Киссом Архивная копия от 9 октября 2021 на Wayback Machine на сайте Ивановского музыкального театра
- Интервью С.Я Кисса Дирижёр — таинственная профессия Архивная копия от 9 октября 2021 на Wayback Machine БНК Информационное агентство (24 февраля 2012). Дата обращения: 09 октября 2021.
- Где в культуре начинается демократия, там заканчивается качество Архивная копия от 9 октября 2021 на Wayback Machine (02 декабря 2014). Дата обращения: 09 октября 2021.